# Алессандрия-дель-Карретто
Алесса́ндрия-дель-Карретто (итал. Alessandria del Carretto) — коммуна в Италии, располагается в регионе Калабрия, в провинции Козенца.
Население составляет 599 человек (2008 г.), плотность населения составляет 16 чел./км². Занимает площадь 39 км². Почтовый индекс — 87070. Телефонный код — 0981.
Покровителем коммуны почитается священномученик Александр I (папа римский), празднование с последней недели апреля до 3 мая.

## Демография
Динамика населения:

## Администрация коммуны
- Официальный сайт: http://www.comune.alessandriadelcarretto.cs.it/ Архивная копия от 5 февраля 2011 на Wayback Machine